# Клінтон (Монтана)
Клінтон (англ. Clinton) — переписна місцевість (CDP) в США, в окрузі Міссула штату Монтана. Населення — 1018 осіб (2020).

## Географія
Клінтон розташований за координатами 46°46′25″ пн. ш. 113°43′18″ зх. д. / 46.77361° пн. ш. 113.72167° зх. д. (46.773586, -113.721545).  За даними Бюро перепису населення США в 2010 році переписна місцевість мала площу 8,71 км², з яких 8,47 км² — суходіл та 0,24 км² — водойми.

## Демографія
Згідно з переписом 2010 року, у переписній місцевості мешкали 1052 особи в 419 домогосподарствах у складі 300 родин. Густота населення становила 121 особа/км².  Було 446 помешкань (51/км²).
Расовий склад населення:
| - 94,2 % — білих - 1,1 % — корінних американців - 0,6 % — азіатів - 0,2 % — чорних або афроамериканців - 0,1 % — вихідців з тихоокеанських островів |

До двох чи більше рас належало 3,5 %. Частка іспаномовних становила 1,8 % від усіх жителів.
За віковим діапазоном населення розподілялося таким чином: 21,5 % — особи молодші 18 років, 67,1 % — особи у віці 18—64 років, 11,4 % — особи у віці 65 років та старші. Медіана віку мешканця становила 40,8 року. На 100 осіб жіночої статі у переписній місцевості припадало 103,9 чоловіків;  на 100 жінок у віці від 18 років та старших — 96,7 чоловіків також старших 18 років.
Середній дохід на одне домашнє господарство  становив 61 877 доларів США (медіана — 54 417), а середній дохід на одну сім'ю — 66 934 долари (медіана — 66 875). Медіана доходів становила 53 625 доларів для чоловіків та 30 278 доларів для жінок. За межею бідності перебувало 14,4 % осіб, у тому числі 10,0 % дітей у віці до 18 років та 0,0 % осіб у віці 65 років та старших.
Цивільне працевлаштоване населення становило 561 осіб. Основні галузі зайнятості: освіта, охорона здоров'я та соціальна допомога — 24,4 %, транспорт — 16,4 %, мистецтво, розваги та відпочинок — 15,5 %.